# István Palkovics
István Palkovics (Sárospatak, 4 ottobre 1957) è un ex calciatore ungherese, di ruolo centrocampista.

## Carriera
Ha totalizzato 208 incontri e 22 reti nella massima divisione ungherese, prevalentemente con il Videoton e il Siófok. Con i Vidi ha anche disputato nove gare di Coppa UEFA, scendendo in campo durante le due gare della finale della stagione 1984-1985.

## Statistiche

### Presenze e reti nei club
| Stagione                  | Squadra                   | Campionato                | Campionato | Campionato | Coppe nazionali | Coppe nazionali | Coppe nazionali | Coppe continentali | Coppe continentali | Coppe continentali | Totale | Totale |
| Stagione                  | Squadra                   | Comp                      | Pres       | Reti       | Comp            | Pres            | Reti            | Comp               | Pres               | Reti               | Pres   | Reti   |
| ------------------------- | ------------------------- | ------------------------- | ---------- | ---------- | --------------- | --------------- | --------------- | ------------------ | ------------------ | ------------------ | ------ | ------ |
| 1977-1978                 | Leninváros                | NB II                     | 0          | 0          | MK              | 0               | 0               | -                  | -                  | -                  | 0      | 0      |
| 1978-1979                 | Leninváros                | NB II                     | 7          | 0          | MK              | ?               | ?               | -                  | -                  | -                  | 7+     | 0+     |
| 1979-1980                 | Honvéd Papp József        | NB II                     | 2          | 0          | MK              | ?               | ?               | -                  | -                  | -                  | 2+     | 0+     |
| 1980-1981                 | Honvéd Papp József        | NB II                     | 1          | 0          | MK              | ?               | ?               | -                  | -                  | -                  | 1+     | 0+     |
| Totale Honvéd Papp József | Totale Honvéd Papp József | Totale Honvéd Papp József | 3          | 0          |                 | ?               | ?               |                    | -                  | -                  | 3+     | 0+     |
| 1981-1982                 | Videoton                  | NB I                      | 31         | 4          | MK              | 6               | 1               | CU                 | 2                  | 0                  | 39     | 5      |
| 1982-1983                 | Videoton                  | NB I                      | 28         | 4          | MK              | 3               | 1               | -                  | -                  | -                  | 31     | 5      |
| 1983-1984                 | Videoton                  | NB I                      | 21         | 1          | MK              | 2               | 1               | -                  | -                  | -                  | 23     | 2      |
| 1984-1985                 | Videoton                  | NB I                      | 24         | 1          | MK              | 2               | 0               | CU                 | 9                  | 0                  | 36     | 1      |
| Totale Videoton           | Totale Videoton           | Totale Videoton           | 104        | 10         |                 | 13              | 3               |                    | 12                 | 0                  | 129    | 13     |
| 1985-1986                 | Ferencváros               | NB I                      | 24         | 6          | MK              | ?               | ?               | -                  | -                  | -                  | 24+    | 6+     |
| ago.-dic. 1986            | Ferencváros               | NB I                      | 12         | 0          | MK              | ?               | ?               | -                  | -                  | -                  | 12+    | 0+     |
| Totale Ferencváros        | Totale Ferencváros        | Totale Ferencváros        | 36         | 6          |                 | ?               | ?               |                    | -                  | -                  | 36+    | 6+     |
| gen.-giu. 1987            | Siófok                    | NB I                      | 12         | 1          | MK              | ?               | ?               | -                  | -                  | -                  | 12+    | 1+     |
| 1987-1988                 | Siófok                    | NB I                      | 23         | 2          | MK              | ?               | ?               | -                  | -                  | -                  | 23+    | 2+     |
| 1988-1989                 | Siófok                    | NB I                      | 25         | 3          | MK              | ?               | ?               | -                  | -                  | -                  | 25+    | 3+     |
| 1989-1990                 | Siófok                    | NB I                      | 8          | 0          | MK              | ?               | ?               | -                  | -                  | -                  | 25+    | 3+     |
| Totale Siófok             | Totale Siófok             | Totale Siófok             | 68         | 6          |                 | ?               | ?               |                    | -                  | -                  | 68+    | 6+     |
| 1990-1991                 | Hatvan                    | NB II                     | 3          | 0          | MK              | ?               | ?               | -                  | -                  | -                  | 3+     | 0+     |
| Totale carriera           | Totale carriera           | Totale carriera           | 221        | 22         |                 | 13+             | 3+              |                    | 11                 | 0                  | 25+    | 5+     |

## Palmarès

### Competizioni internazionali
- Coppa Intertoto: 2

Videoton: 1983, 1984